# Nîmes Olympique 1996-1997
Questa voce raccoglie le informazioni riguardanti il Nîmes Olympique nelle competizioni ufficiali della stagione 1996-1997.

## Stagione
Grazie alla finale di Coppa di Francia raggiunta nella stagione precedente contro l'Auxerre campione nazionale, i Coccodrilli poterono disputare la Coppa delle Coppe: passato il primo turno grazie a due vittorie contro il Kispest, negli ottavi di finale il Nîmes non riuscì a rimontare il 3-1 subìto in casa all'andata con l'AIK.
Nel prosieguo della stagione la squadra uscì nelle fasi iniziali delle coppe nazionali ma, vincendo il campionato, poté fare ritorno in seconda divisione.

## Maglie e sponsor
Lo sponsor tecnico per la stagione 1996-1997 è ABM, mentre lo sponsor ufficiale è Cacharel.
| Manica sinistra · Manica sinistra · Maglietta · Maglietta · Manica destra · Manica destra · Pantaloncini · Calzettoni |

## Rosa
| N. |                                 | Ruolo | Calciatore        |
| -- | ------------------------------- | ----- | ----------------- |
|    | Francia (bandiera)              | P     | Eric Allibert     |
|    | Polonia (bandiera)              | P     | Stanisław Karwat  |
|    | Francia (bandiera)              | D     | Laurent Adams     |
|    | Francia (bandiera)              | D     | Laurent De Palmas |
|    | Francia (bandiera)              | D     | Johnny Ecker      |
|    | Francia (bandiera)              | D     | Cyril Jeunechamp  |
|    | Francia (bandiera)              | D     | Marcel Levasseur  |
|    | Francia (bandiera)              | D     | Antoine Préget    |
|    | Francia (bandiera)              | D     | Franck Touron     |
|    | Francia (bandiera)              | D     | Anthony Vosahlo   |
|    | Francia (bandiera)              | D     | Christophe Zugna  |
|    | Francia (bandiera)              | C     | Eric Auffret      |
|    | Bosnia ed Erzegovina (bandiera) | C     | Mehmed Baždarević |

| N. |                           | Ruolo | Calciatore        |
| -- | ------------------------- | ----- | ----------------- |
|    | Algeria (bandiera)        | C     | Omar Belbey       |
|    | Mauritania (bandiera)     | C     | Mohamed Benyachou |
|    | Costa d'Avorio (bandiera) | C     | Guy Demel         |
|    | Francia (bandiera)        | C     | Antoine Di Fraya  |
|    | Francia (bandiera)        | C     | Sébastien Gervais |
|    | Francia (bandiera)        | C     | Emmanuel Gros     |
|    | Francia (bandiera)        | A     | Jean-Max Discolle |
|    | Francia (bandiera)        | A     | Sébastien Fidani  |
|    | Francia (bandiera)        | A     | Nicolas Marx      |
|    | Francia (bandiera)        | A     | Grégory Meilhac   |
|    | Francia (bandiera)        | A     | Eric Sabin        |
|    | Francia (bandiera)        | A     | Laurent Tomczyk   |

## Risultati

### Coppa delle Coppe
| Arbitro: | O'Hanlom |

|                                       |           |          |
| Jeunechamp 65’ Préget 75’ Meilhac 86’ | Marcatori | 70’ Tóth |

| Arbitro: | Antonov |

|             |           |                    |
| Piroska 61’ | Marcatori | 6’ Ecker 38’ Sabin |

| Arbitro: | Irvine |

|            |           |                                    |
| Fidani 88’ | Marcatori | 9’ Simpson 12’ Pachà 70’ Johansson |

| Arbitro: | Micheľ |

|  |           |                    |
|  | Marcatori | 69’ (aut.) Brundin |